# Jean Danysz (biologiste)
Jean Danysz (né le 24 novembre 1860 à Chylin, en province de Posnanie, et mort le 14 janvier 1928 à Paris) est un biologiste polonais émigré en France, chef de service à l'Institut Pasteur.

## Biographie
Jean est le fils d'Antoine et Marie Nesterowicz, il est l'époux de Marie Bronislasse Galezowska.
En 1890, il a réussi à isoler le bacille Salmonella typhimurium, proche du groupe des bacilles paratyphiques, connu sous le nom de virus de Danysz, qu'il utilise comme méthode de destruction des rongeurs. En 1893, il poursuit ses recherches sur la teigne de la farine, une mite alimentaire. En 1898, il participe à une mission d'étude de la peste bovine au Transvaal.
Dès 1905, il participe à la lutte contre le fléau des lapins en Nouvelle-Galles du Sud et met au point une lutte bactériologique en apportant une souche de bactéries Pasteurella qu'il avait mise au point pour tuer sélectivement des lapins sauvages.
En 1914, il fonde avec d'autres compatriotes le Comité de volontaires polonais lequel siège au 10 de la Rue Notre-Dame-de-Lorette, et qui se donne pour action l'enrôlement de jeunes Polonais pour se battre aux côtés de la France (Légion des Bayonnais).
Le 9 septembre 1923, il est fait Chevalier de la Légion d'honneur.
Il meurt dans son domicile parisien, rue Boissonade, le 14 janvier 1928. 
Il est inhumé dans la 12ème division du cimetière du Montparnasse.

## Famille et descendance
Il a pour fils le physicien Jean Casimir Danysz (1884-1914) et pour petit-fils Marian Danysz (1909-1983), qui lui même eut un fils Jan Arthur Danysz (1936-2018) né en Pologne et émigré en France, mathématicien et informaticien. Ce dernier est le père de Magda (galeriste d'art contemporain à Paris, Shanghai et Londres) et Hanna Danysz.

## Distinctions
- Chevalier de la Légion d'honneur
- Commandeur dans l'Ordre Polonia Restituta .

### Sources
- « Cote LH/657/57 », base Léonore, ministère français de la Culture